# Charles-Auguste Lebourg
Charles-Auguste Lebourg (Nantes, 20 de febrer de 1829 - París, febrer de 1906) fou un escultor francès.

## Biografia
Va estudiar a l'École Nationale Supérieure des Beaux-Arts de París, amb François Rude. Va treballar en la decoració del Louvre sota la direcció d'Héctor Martín Lefuel –a la reconstrucció del Pavillon de Marsa (1874)–, a l'Església de la Trinitat i a la també, reconstrucció de l'Ajuntament de París.
Va dividir el seu temps entre París i el seu taller a Nantes. Va afaiçonar escultures d'ornamentació arquitectònica per a edificis, així com diversos busts i una estàtua eqüestre de Joana d'Arc per a la seva ciutat natal. Però la seva obra més universal, va ser la creació de les cariàtides de la Font Wallace, cinc d'aquests monuments es troben a Nantes, un centenar a París, i una gran quantitat es troben dispersos per tot el món.
Amb motiu de l'Exposició Universal de 1888 de Barcelona, Sir Richard Wallace va donar dotze fonts per a la seva instal·lació a la ciutat, de les que queden tres en l'actualitat, situades en el Passeig de Gràcia junt la Gran Via, La Rambla enfront del passatge de la Banca i la d'enfront l'edifici de la Societat General d'Aigües de Barcelona. Tanmateix, Lebourg no va aconseguir en vida d'obtenir una gran reputació i va morir a la pobresa a París.

## Obres

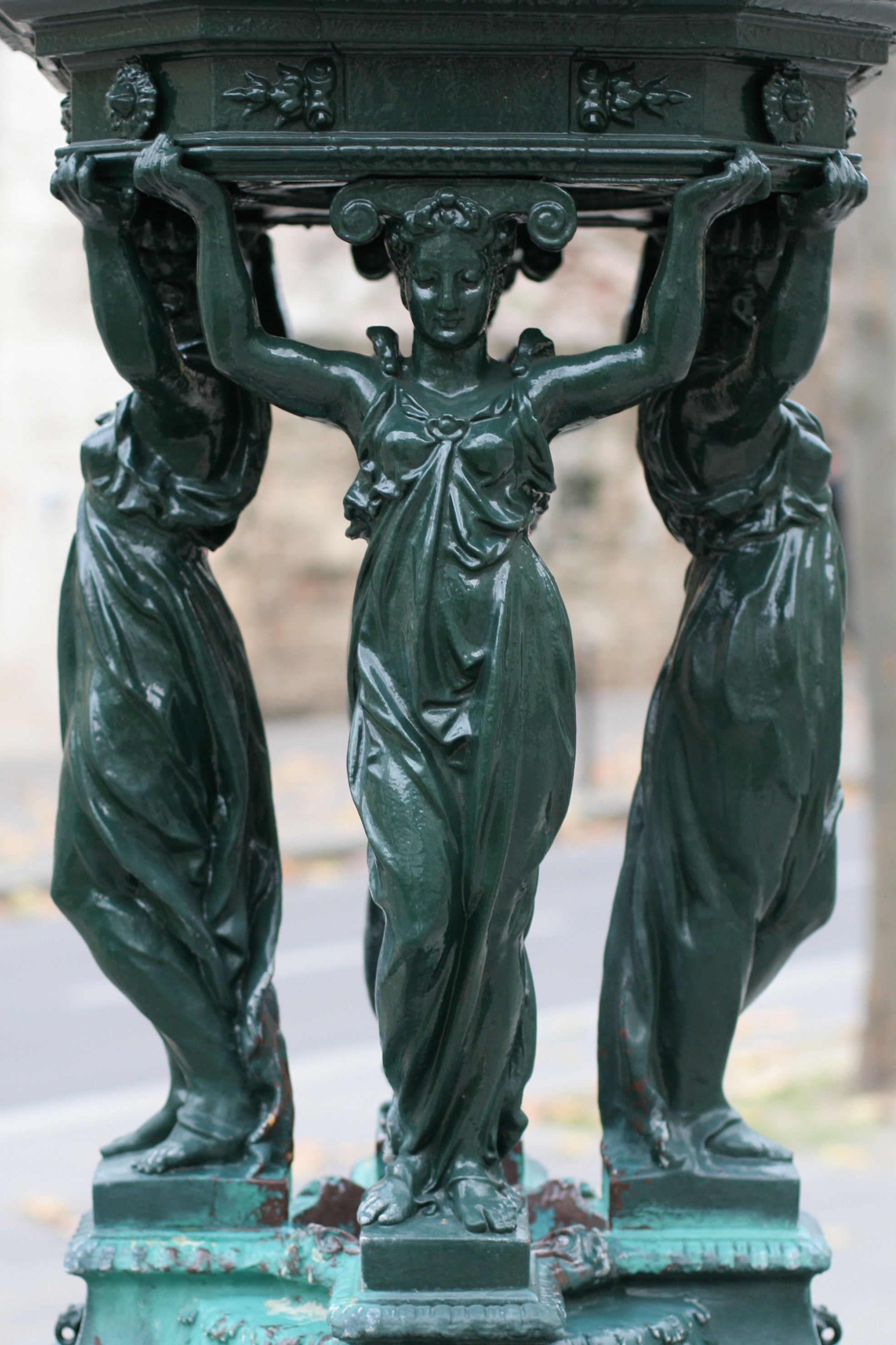
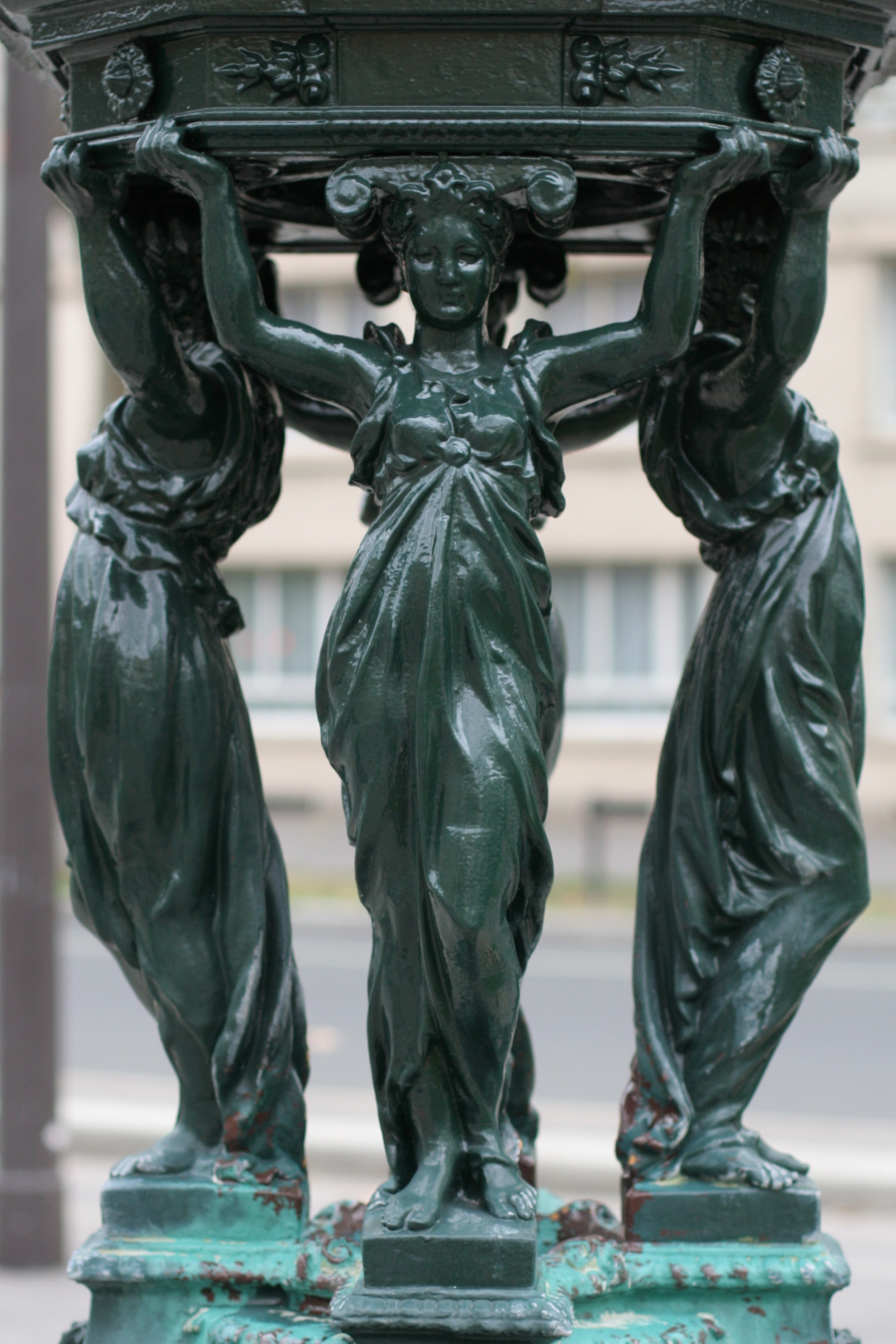
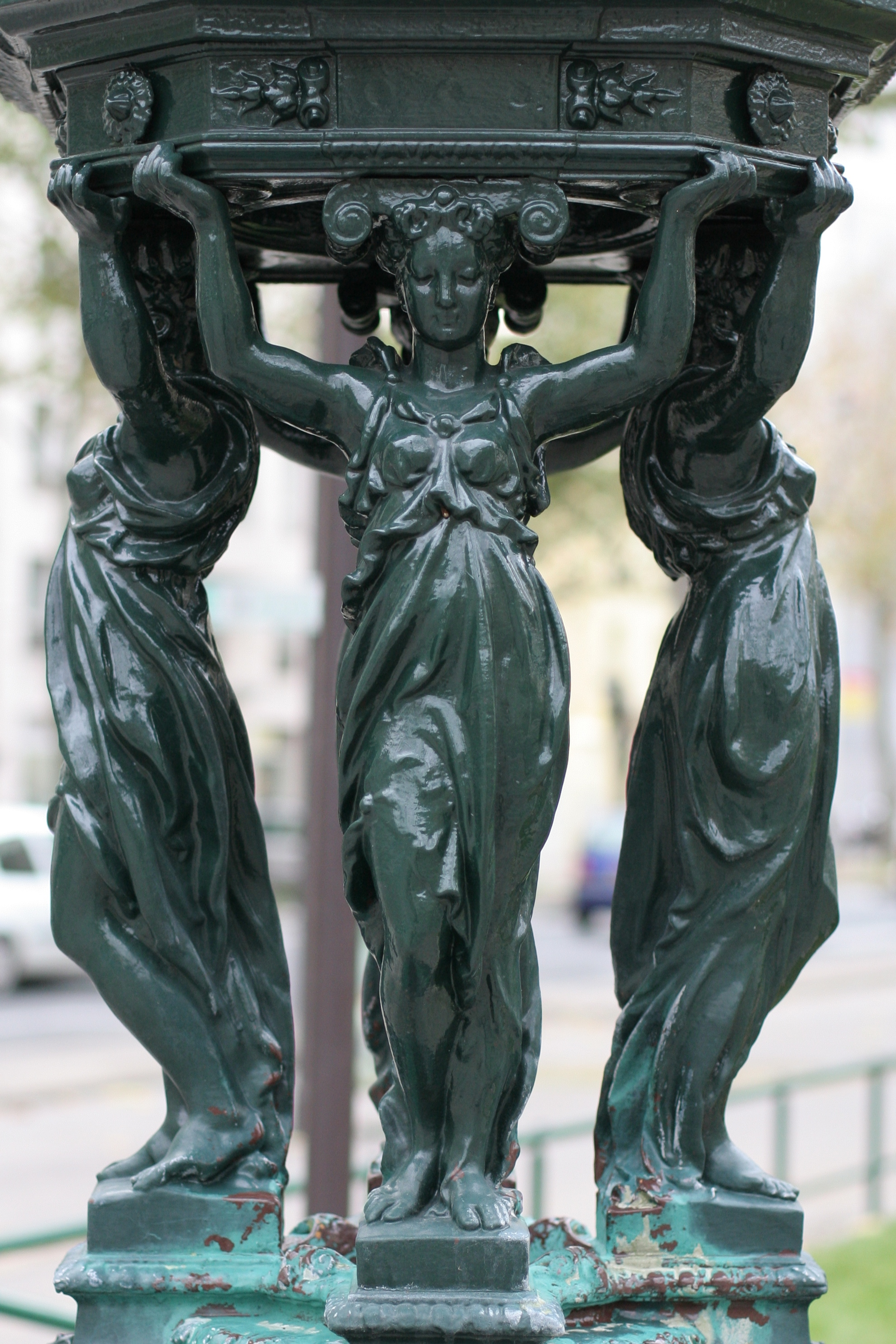
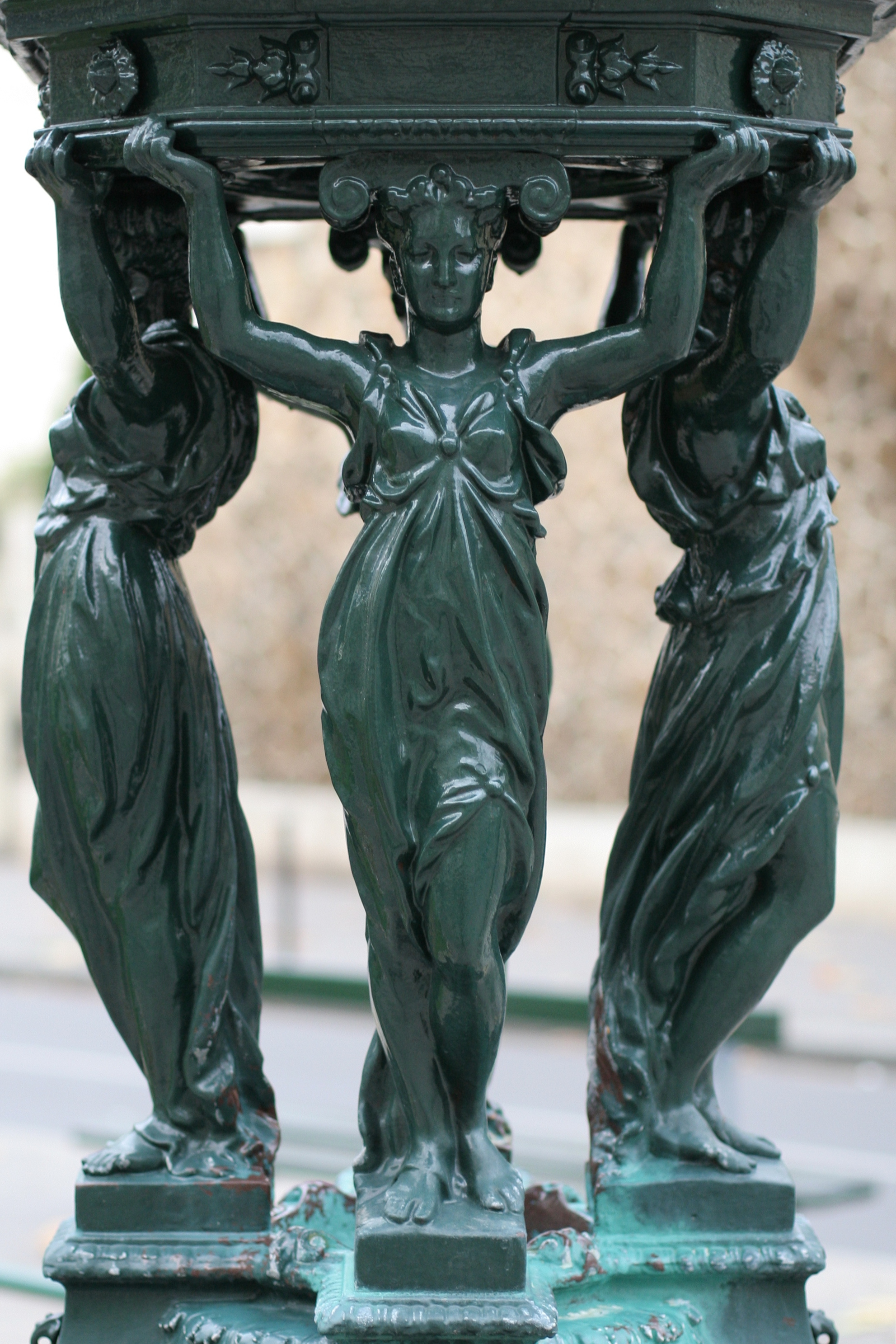

- L'ornamentació dels edificis (Rue de Châteaudun núm. 17, Boulevard de Sebastopol núm. 13, a París.
- Medallons per a làpides.
- Les cariàtides de les fonts Wallace, (1872) amb la representació de la senzillesa, la bondat, la caritat i la sobrietat.
- Bust de senyora Wallace en marbre.[5]
- Nombroses estàtues de bronze i marbre (jardí botànic de Nantes).
- Estàtua eqüestre de Joana d'Arc (1906) Nantes.
- Sacerdotessa d'Euleusis, Museu de Belles Arts de Nantes.
- Nen jugant amb una sargantana (1853) bronze.